# Shorea conica
Shorea conica là một loài thực vật thuộc họ Dipterocarpaceae. Đây là loài đặc hữu của Indonesia.